# 西原道雄
西原 道雄（にしはら みちお、1929年9月21日 ‐ 2017年6月25日）は、日本の法学者（民法）。弁護士。神戸大学名誉教授。元近畿大学法学部教授。
父は商法学者の西原寛一。従兄に刑法学者の西原春夫がいる。
1952年、東京大学法学部卒業。指導教官は我妻榮。神戸大学法学部教授を経て、近畿大学法学部教授。

## 学説
西原は、(1)生命侵害による損害賠償請求権の相続を否定し、(2)生命喪失の事案においては賠償額を離れた「損害額」は客観的には存在せず、完全賠償原則の欠陥を補充するものとして、被害者側の過失を、加害者側の非難可能性の程度を減少させるものとして相殺に用い、(3)通説である差額説を批判したうえで死傷損害説を前提として、「なんらかの意味での損害の類型化，賠償額の定額化が必要」とする、いわゆる西原理論を提唱。学界のみならず実務に多大な影響を与えた。西原の理論を受け、判例も、積極的損害の一部や慰謝料における定型化・定額化の傾向が見られたものの、人の生命・身体の価値は平等であるとの考えから出発し、収入の差によって賠償額が異なるのは不当として逸失利益の定額化を志向する西原の提唱した形での定型化・定額化ではなく、加害者の非難可能性によって影響を受けるはずの慰謝料額（(2)参照）の定型化という、西原とは逆の方向性を採ることとなった。

## 著作
- 『社会保障法』（有斐閣双書 、1972年）